# Grantia
Grantia és un gènere d'esponja calcària de la familia Grantiidae. Aquest gènere va ser descrit per primera vegada per Fleming el 1828.

## Taxonomia
El gènere inclou diverses espècies,
- Grantia aculeata (Urban, 1908)
- Grantia arctica (Haeckel, 1872)
- Grantia atlantica (Ridley, 1881)
- Grantia beringiana (Hôzawa, 1918)
- Grantia canadensis (Lambe, 1896)
- Grantia capillosa (Schmidt, 1862)
- Grantia comoxensis (Lambe, 1893)
- Grantia compressa (Fabricius, 1780)
- Grantia cupula (Haeckel, 1872)
- Grantia extusarticulata (Carter, 1886)
- Grantia fistulata (Carter, 1886)
- Grantia foliacea (Breitfuss, 1898)
- Grantia genuina (Row & Hôzawa, 1931)
- Grantia glabra (Hôzawa, 1933)
- Grantia harai (Hôzawa, 1929)
- Grantia hirsuta (Topsent, 1907)
- Grantia indica (Dendy, 1913)
- Grantia infrequens (Carter, 1886)
- Grantia intermedia (Thacker, 1908)
- Grantia invenusta (Lambe, 1900)
- Grantia kempfi (Borojevic & Peixinho, 1976)
- Grantia kujiensis (Hôzawa, 1933)
- Grantia laevigata ((Haeckel, 1872)
- Grantia mexico (Hôzawa, 1940)
- Grantia mirabilis ((Fristedt, 1887)
- Grantia monstruosa (Breitfuss, 1898)
- Grantia nipponica (Hôzawa, 1918)
- Grantia phillipsi (Lambe, 1900)
- Grantia primitiva (Brøndsted, 1927)
- Grantia ramulosa (Dendy, 1924)
- Grantia singularis ((Breitfuss, 1898)
- Grantia socialis (Borojevic, 1967)
- Grantia strobilus (Haeckel, 1872)
- Grantia stylata (Hôzawa, 1929)
- Grantia tenuis (Urban, 1908)
- Grantia transgrediens (Brøndsted, 1931)
- Grantia tuberosa (Poléjaeff, 1883)
- Grantia uchidai (Hôzawa & Tanita, 1941)
- Grantia vosmaeri (Dendy, 1893)